# Polignac (Górna Loara)
Polignac – miejscowość i gmina we Francji, w regionie Owernia-Rodan-Alpy, w departamencie Górna Loara.

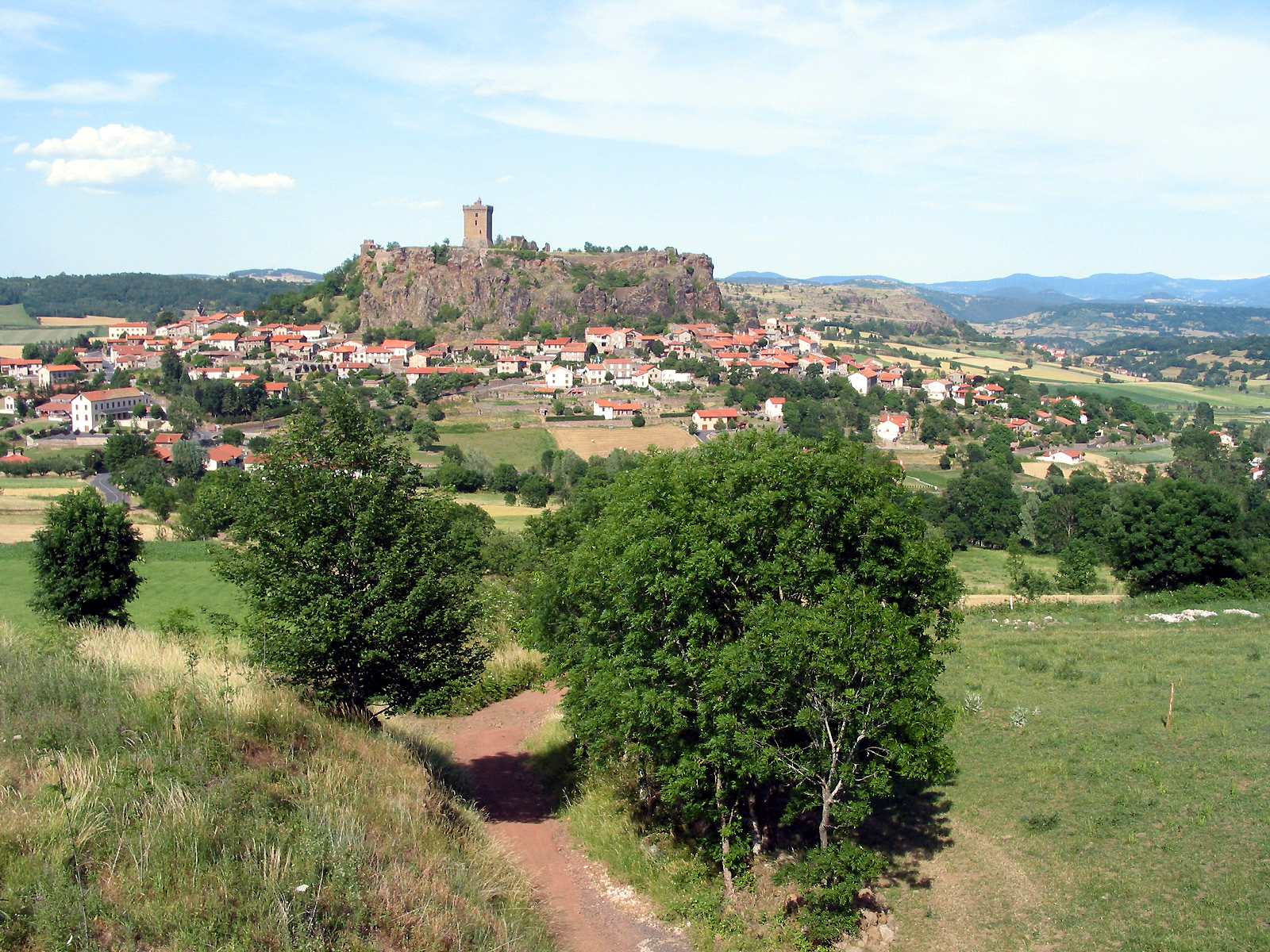
Polignac

Według danych na rok 1990 gminę zamieszkiwały 2384 osoby, a gęstość zaludnienia wynosiła 72 osoby/km² (wśród 1310 gmin Owernii Polignac plasuje się na 91. miejscu pod względem liczby ludności, natomiast pod względem powierzchni na miejscu 170.).